# Radio Rahim
"Radio Rahim" és el títol d'una cançó del grup basc Negu Gorriak i el nom del seu primer single. La cançó fou llançada en format vinil el 1990. El disc no tenia cara B, només estava gravada la cara A amb el tema "Radio Rahim". Juntament amb el single es llançà un videoclip dirigit per Manolo Gil i Enrique Urdanoz.

## Significat de la cançó
La cançó fou escrita per Fermin Muguruza i produïda per Negu Gorriak. És una de les cançons del primer LP de Negu Gorriak en què la fusió del rock-rap és més evident. El rap en general i Public Enemy en particular van ser tot un descobriment per als germans Fermin i Iñigo Muguruza, així com per a Kaki Arkarazo, que van ser molt influenciats tant per la música com pel contingut polític antisistema intrínsec al rap.
La lletra de la cançó està inspirada en la pel·lícula Do the Right Thing (traduïda en castellà com a Haz lo que debas) del cineasta estatunidenc Spike Lee. En aquesta pel·lícula apareix un personatge anomenat "Radio Raheem% (interpretat per l'actor Bill Nunn). Raheem és un gegantot de més de dos metres d'estatura que es passeja amb un radiocasset que fa sonar constantment la cançó "Fight th power" ("Combat el poder", en català) del grup Public Enemy. El personatge acaba morint assassinat per la policia, desencadenant d'aquesta manera un episodi violent de violència racial.
La cançó està plena de referències a la pel·lícula i al rap (En el radiocasset / gegant l'única cinta / crida contra la repressió / quan els policies / mata a Radio Rahim.., ... I en les parets abrasades / de la pizzeria / apareixeran les fotos / de Martin i Malcolm..., ... un-dos, un-dos, / aquest és el moviment / que m'agrada / si has vist / a Rosie Pérez / quan balla rap / no t'estranyarà / saber que va deixar K.O. / a Mike Tyson...). La pel·lícula acaba amb dues cites, una de Martin Luther King (a favor de la pau racial) i l'altra de Malcolm X (a favor de la violència com a mètode d'autodefensa), d'aquí se'n dedueix la referència a l'amor/odi de la lletra de la cançó (Tenia vist / amor i odi / tatuats als nusos dels dits...).

## El vídeo
El vídeo veié la llum el 1990. Fou dirigit per Manolo Gil (col·laborador habitual de la banda, ha realitzat tot els discos del grup i ha dissenyat algunes portades dels seus discos) i Enrique Urdanoz.
Al vídeo, com en tota la carrera de Negu Gorriak, hi apareixen mesclats elements de la iconografia pròpia del rap (grafits, ballarins de hip-hop…) i de la cultura basca (jocs populars com la pilota basca, escenes de camp o a la taverna…). Fent de nou una referència al Do the Right Thing, hi apareix un personatges que recorda a Radio Raheem: un home molt alt amb un radiocasset que duu una samarreta de Negu Gorriak.
Al vídeo només hi apareixen Femrin, Iñigo i kaki, ja que aleshores Mikel "Anestesia" i Mikel "Bapp!!" encara no s'havien incorporat al grup. Al final del vídeo apareix el grup (juntament amb el personatgeque recorda a Radio Raheem) cantant davant d'una furgoneta i després amb un megàfon iniciant una manifestació. D'aquest vídeo en sortirien després dues imatges que il·lustren la portada de Gure jarrera, el segon disc del grup.